# Die Millionenkompagnie
Die Millionenkompagnie er en tysk stumfilm fra 1925 instrueret af Fred Sauer.

## Medvirkende
- Olaf Fjord
- Olga Chekhova
- Colette Brettel
- Ernst Winar
- Robert Garrison
- Frieda Lehndorf
- Hermann Picha